# Nikita Igorevich Iosifov
Nikita Igorevich Iosifov (tiếng Nga: Никита Игоревич Иосифов; sinh ngày 11 tháng 4 năm 2001) là một cầu thủ bóng đá Nga hiện đang thi đấu ở vị trí tiền vệ cho câu lạc bộ Castellón.

## Sự nghiệp thi đấu
Anh ta ra mắt FC Lokomotiv Moscow vào ngày 11 tháng 8 năm 2020 trong trận đấu thuộc khuôn khổ Giải bóng đá Ngoại hạng Nga gặp FC Rubin Kazan khi vào sân thay cho Dmitri Barinov trong những phút bù giờ.
Ngày 12 tháng 7 năm 2021, anh ta gia nhập câu lạc bộ Tây Ban Nha Villarreal B theo bản hợp đồng kéo dài 5 năm. Anh ta chỉ đôi khi có trong danh sách của đội 1 Villareal tham dự La Liga và UEFA Champions League trong mùa giải 2021–22, nhưng thường xuyên ngồi trên băng ghế dự bị. Anh ta ra mắt đội 1 vào ngày 30 tháng 11 năm 2021 trong trận đấu thuộc khuôn khổ Cúp Nhà vua Tây Ban Nha gặp Victoria CF và ghi 1 bàn thắng để góp công vào chiến thắng 8-0 của đội bóng. Anh ta cũng có trận ra mắt La Liga vào ngày 22 tháng 1 năm 2022 gặp Mallorca khi vào sân thay cho Moi Gómez. Cuối mùa giải, Villareal B được thăng hạng lên Segunda División.
Iosifov rời Villareal vào tháng 6 năm 2023. Vào ngày 5 tháng 7 năm 2023, Iosifov ký bản hợp đồng 2 năm với câu lạc bộ Mirandés.

## Thống kê sự nghiệp

### Câu lạc bộ
Tính đến 13 tháng 12 năm 2020
| Câu lạc bộ               | Mùa giải            | Giải đấu                       | Giải đấu | Giải đấu | Cúp quốc gia | Cúp quốc gia | Châu lục | Châu lục | Tổng cộng | Tổng cộng |
| Câu lạc bộ               | Mùa giải            | Hạng                           | Trận     | Bàn      | Trận         | Bàn          | Trận     | Bàn      | Trận      | Bàn       |
| ------------------------ | ------------------- | ------------------------------ | -------- | -------- | ------------ | ------------ | -------- | -------- | --------- | --------- |
| F.K. Lokomotiv Moskva    | 2020–21             | Giải bóng đá Ngoại hạng Nga    | 4        | 0        | 1            | 0            | 1        | 0        | 6         | 0         |
| FC Kazanka Moscow (mượn) | 2019–20             | Giải bóng đá chuyên nghiệp Nga | 10       | 2        | —            | —            | —        | —        | 10        | 2         |
| FC Kazanka Moscow (mượn) | 2020–21             | Giải bóng đá chuyên nghiệp Nga | 5        | 0        | —            | —            | —        | —        | 5         | 0         |
| FC Kazanka Moscow (mượn) | Tổng cộng           | Tổng cộng                      | 15       | 2        | 0            | 0            | 0        | 0        | 15        | 2         |
| Villarreal B             | 2021–22             | Giải hạng ba Tây Ban Nha       | 0        | 0        | —            | —            | —        | —        | 0         | 0         |
| Tổng cộng sự nghiệp      | Tổng cộng sự nghiệp | Tổng cộng sự nghiệp            | 19       | 2        | 1            | 0            | 1        | 0        | 21        | 2         |

1. ↑  Số lần ra sân tại UEFA Champions League

## Danh hiệu

### Câu lạc bộ
Lokomotiv Moscow
- Cúp bóng đá Nga: 2020–21[10]